# 중손괴죄
중손괴죄(重損壞罪) 재물손괴죄·공익건조물파괴죄를 범하여
1. 사람의 생명 또는 신체에 대하여 위험을 발생한 자는 1년 이상 10년 이하의 징역에 처하고(368조 1항)
2. 사람을 사상에 이르게 한 자는 상해죄에 비하여 중한 형으로 처단한다(368조 2항).